# Segunda División 1978-1979 (Spagna)
L'edizione 1978-79 della Segunda División fu il quarantottesimo campionato di calcio spagnolo di seconda divisione. Il campionato vide la partecipazione di 20 squadre raggruppate in un unico gruppo. Le prime tre della classifica furono promosse in Primera División mentre le ultime quattro furono retrocesse in Segunda División B.

## Classifica finale
|  |     | Classifica 1978-79  | Pt | G  | V  | N  | P  | GF | GS | DR  |
|  | --- | ------------------- | -- | -- | -- | -- | -- | -- | -- | --- |
|  | 1.  | Almería             | 47 | 38 | 21 | 5  | 12 | 62 | 44 | +18 |
|  | 2.  | Malaga              | 47 | 38 | 19 | 9  | 10 | 47 | 27 | +20 |
|  | 3.  | Real Betis          | 46 | 38 | 18 | 10 | 10 | 58 | 35 | +23 |
|  | 4.  | Real Valladolid     | 46 | 38 | 20 | 6  | 12 | 47 | 32 | +15 |
|  | 5.  | Elche               | 45 | 38 | 16 | 13 | 9  | 50 | 31 | +19 |
|  | 6.  | Granada             | 44 | 38 | 16 | 12 | 10 | 46 | 34 | +12 |
|  | 7.  | Castilla            | 42 | 38 | 18 | 6  | 14 | 55 | 45 | +10 |
|  | 8.  | Cadice              | 41 | 38 | 15 | 11 | 12 | 52 | 47 | +5  |
|  | 9.  | Alavés              | 40 | 38 | 15 | 10 | 13 | 45 | 31 | +14 |
|  | 10. | Getafe              | 40 | 38 | 17 | 6  | 15 | 57 | 56 | +1  |
|  | 11. | Castellón           | 38 | 38 | 12 | 14 | 12 | 48 | 43 | +5  |
|  | 12. | Sabadell            | 37 | 38 | 12 | 13 | 13 | 50 | 49 | +1  |
|  | 13. | Osasuna             | 37 | 38 | 15 | 7  | 16 | 51 | 51 | 0   |
|  | 14. | Real Murcia         | 35 | 38 | 12 | 11 | 15 | 35 | 52 | -17 |
|  | 15. | Deportivo La Coruña | 35 | 38 | 13 | 9  | 16 | 43 | 45 | -2  |
|  | 16. | Algeciras           | 34 | 38 | 13 | 8  | 17 | 40 | 53 | -13 |
|  | 17. | Real Jaén           | 34 | 38 | 12 | 10 | 16 | 41 | 55 | -14 |
|  | 18. | Terrassa            | 29 | 38 | 9  | 11 | 18 | 34 | 51 | -17 |
|  | 19. | Barakaldo           | 28 | 38 | 10 | 8  | 20 | 31 | 53 | -22 |
|  | 20. | Racing Ferrol       | 15 | 38 | 4  | 7  | 27 | 22 | 80 | -58 |

## Verdetti
- Almería,  Malaga e  Real Betis promosse in Primera División 1979-1980.
- Real Jaén,  Terrassa,  Barakaldo e  Racing Ferrol retrocesse in Segunda División B 1979-1980.